# Politique dans les Deux-Sèvres
Le département français des Deux-Sèvres est un département créé le 4 mars 1790 en application de la loi du 22 décembre 1789, à partir des anciennes provinces du Poitou et de Saintonge. Les 256 actuelles communes, dont presque toutes sont regroupées en intercommunalités, sont organisées en 17 cantons permettant d'élire les conseillers départementaux. La représentation dans les instances régionales est quant à elle assurée par 9 conseillers régionaux. Le département est également découpé en 3 circonscriptions législatives, et est représenté au niveau national par trois députés et deux sénateurs. 

## Représentation politique et administrative

### Préfets et arrondissements

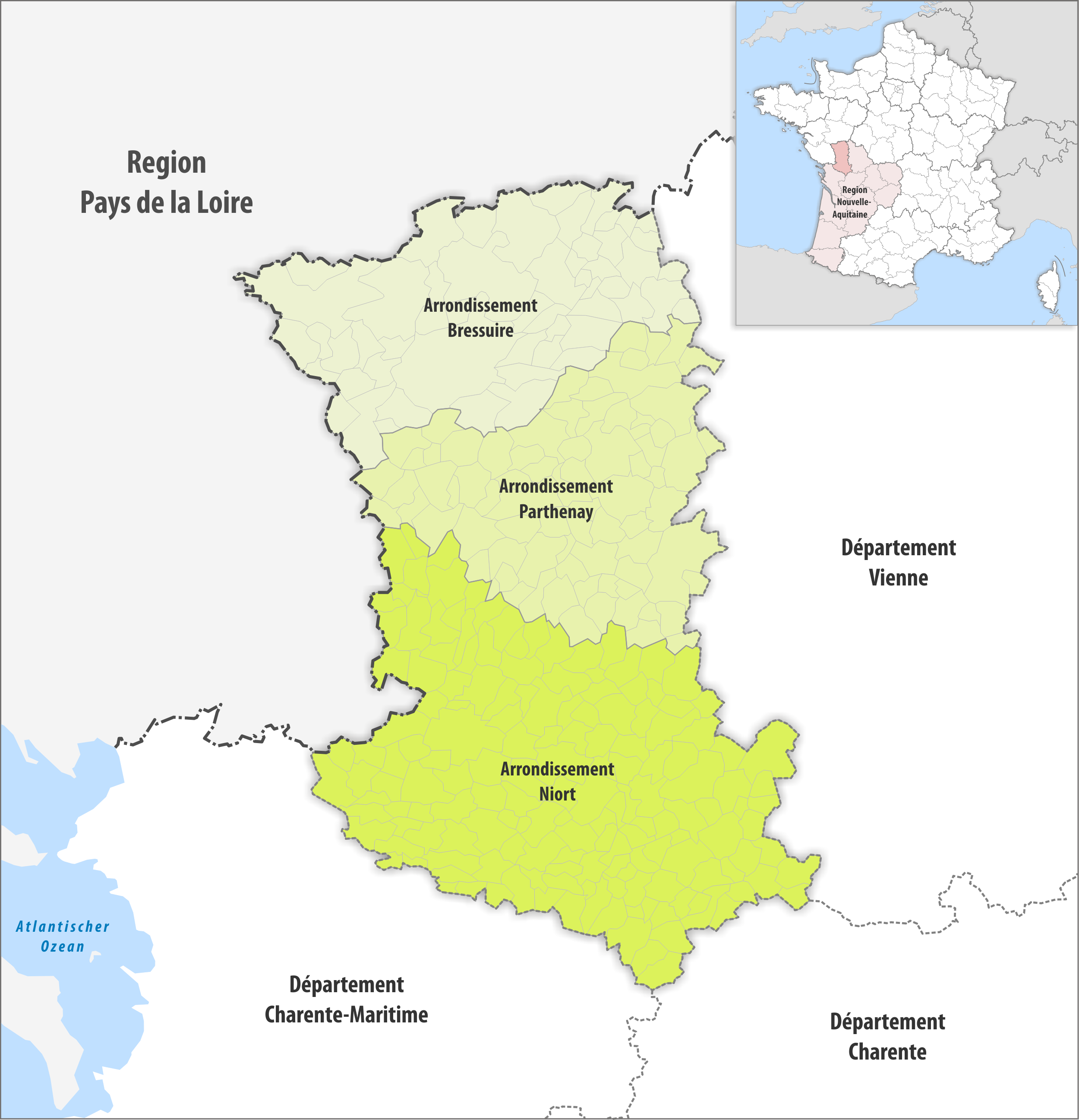
Arrondissements

La préfecture des Deux-Sèvres est localisée à Niort. Le département possède en outre deux sous-préfectures à Bressuire et Parthenay. Jusqu'en 1926, il existait également une sous-préfecture supplémentaires à Melle. 

### Députés et circonscriptions législatives

Circonscriptions et affiliations à l'issue des élections de 2024.

| Circ. | Nom               |  | Parti | Groupe                             | Suppléant       |
| ----- | ----------------- |  | ----- | ---------------------------------- | --------------- |
| 1re   | Bastien Marchive  |  | PRV   | Ensemble pour la République (app.) | Lucy Moreau     |
| 2e    | Delphine Batho    |  | GÉ    | Écologiste et social               | Olivier Cubaud  |
| 3e    | Jean-Marie Fiévet |  | RE    | Ensemble pour la République        | Caroline Pineau |

### Sénateurs
| Nom               |  | Parti | Groupe           | Autres mandats (passés ou actuels) |
| ----------------- |  | ----- | ---------------- | ---------------------------------- |
| Gilbert Favreau   |  | LR    | Les Républicains | Conseiller général des Deux-Sèvres |
| Philippe Mouiller |  | LR    | Les Républicains | Maire de Moncoutant                |

### Conseillers départementaux

Cantons et affiliations à l'issue des élections de 2021.

| Canton                | Conseiller Sortant    | Parti | Parti | Conseiller élu            | Parti | Parti |
| --------------------- | --------------------- | ----- | ----- | ------------------------- | ----- | ----- |
| Autize-Égray          | René Bauruel          |       | DVD   | René Bauruel              |       | DVD   |
| Autize-Égray          | Marie-Pierre Missioux |       | LR    | Marie-Pierre Missioux     |       | LR    |
| Bressuire             | Estelle Gerbaud       |       | DVD   | Estelle Gerbaud           |       | DVD   |
| Bressuire             | François Gingreau     |       | DVD   | François Gingreau         |       | DVD   |
| Celles-sur-Belle      | Chantal Brillaud      |       | PS    | Chantal Brillaud          |       | PS    |
| Celles-sur-Belle      | Jean-Claude Mazin     |       | PS    | Kim Delagarde             |       | DVG   |
| Cerizay               | Thierry Marolleau     |       | LR    | Thierry Marolleau         |       | LR    |
| Cerizay               | Sylvie Renaudin       |       | LR    | Sylvie Renaudin           |       | LR    |
| Frontenay-Rohan-Rohan | Dominique Pougnard    |       | DVG   | Anne-Sophie Guichet       |       | DVD   |
| Frontenay-Rohan-Rohan | Rabah Laïchour        |       | DVG   | Olivier Poiraud           |       | DVD   |
| La Gâtine             | Coralie Dénoues       |       | DVD   | Coralie Dénoues           |       | DVD   |
| La Gâtine             | Hervé de Talhouët-Roy |       | LR    | Didier Gaillard           |       | DVD   |
| Mauléon               | Philippe Bremond      |       | LR    | Philippe Bremond          |       | LR    |
| Mauléon               | Claire Paulic         |       | LR    | Claire Paulic             |       | LR    |
| Melle                 | Colette Balland       |       | PS    | Muriel Sabourin Benelhadj |       | PS    |
| Melle                 | Dorick Barillot       |       | PS    | Dorick Barillot           |       | PS    |
| Mignon-et-Boutonne    | Bernard Belaud        |       | LR    | Philippe Mauffrey         |       | LR    |
| Mignon-et-Boutonne    | Séverine Vachon       |       | LR    | Séverine Vachon           |       | LR    |
| Niort-1               | Romain Dupeyrou       |       | MoDem | Romain Dupeyrou           |       | MoDem |
| Niort-1               | Rose-Marie Nieto      |       | DVD   | Rose-Marie Nieto          |       | DVD   |
| Niort-2               | Rodolphe Challet      |       | DVG   | Bernard Pénicaud          |       | DVG   |
| Niort-2               | Élodie Truong         |       | PS    | Élodie Truong             |       | PS    |
| Niort-3               | Agnès Jarry           |       | DVD   | Christine Hypeau          |       | DVD   |
| Niort-3               | Guillaume Juin        |       | LR    | Guillaume Juin            |       | LR    |
| Parthenay             | Gilbert Favreau       |       | LR    | Gilbert Favreau           |       | LR    |
| Parthenay             | Béatrice Largeau      |       | DVD   | Béatrice Largeau          |       | DVD   |
| La Plaine niortaise   | Lionel Vinour         |       | PS    | Thierry Devautour         |       | DVD   |
| La Plaine niortaise   | Magdeleine Pradere    |       | PS    | Nathalie Vinatier         |       | DVD   |
| Saint-Maixent-l'École | Hélène Havette        |       | DVD   | Catherine Pelaud          |       | EELV  |
| Saint-Maixent-l'École | Léopold Moreau        |       | LR    | Jean-François Renoux      |       | GÉ    |
| Thouars               | Esther Mahiet-Lucas   |       | LR    | Esther Mahiet-Lucas       |       | LR    |
| Thouars               | Sylvain Sintive       |       | DVD   | Philippe Chauveau         |       | DVD   |
| Le Val de Thouet      | Olivier Fouillet      |       | DVD   | Olivier Fouillet          |       | DVD   |
| Le Val de Thouet      | Maryline Gelée        |       | DVD   | Maryline Gelée            |       | DVD   |

### Conseillers régionaux
Présidence : Alain Rousset (Gironde)
|            | Parti | Siège |
| ---------- | ----- | ----- |
| Majorité   |       |       |
|            | PS    | 2     |
|            | PP    | 1     |
|            | MR    | 1     |
|            | DVG   | 1     |
| Opposition |       |       |
|            | RN    | 1     |
|            | LR    | 1     |
|            | EELV  | 1     |
|            | MR    | 1     |

### Maires

Carte des 256 communes des Deux-Sèvres au 1er janvier 2022.

| Commune               | Maire                 |  | Parti     | Élection | Population |
| --------------------- | --------------------- |  | --------- | -------- | ---------- |
| Aiffres               | Jacques Billy         |  | PRV       | 2014     | 5 423      |
| Bressuire             | Emmanuelle Ménard     |  | DVD       | 2020     | 19 860     |
| Chauray               | Claude Boisson        |  | DVD       | 2020     | 7 173      |
| La Crèche             | Laëtitia Hamot        |  | DVG       | 2020     | 5 681      |
| Mauléon               | Pierre-Yves Marolleau |  | DVD       | 2014     | 8 585      |
| Melle                 | Sylvain Griffault     |  | GÉ (app.) | 2020     | 5 790      |
| Moncoutant-sur-Sèvre  | Roland Moreau         |  | DVD       | 2020     | 5 100      |
| Niort                 | Jérôme Baloge         |  | PRV       | 2014     | 60 074     |
| Nueil-les-Aubiers     | Serge Bouju           |  | DVD       | 2020     | 5 529      |
| Parthenay             | Jean-Michel Prieur    |  | AC        | 2020     | 10 121     |
| Saint-Maixent-l'École | Stéphane Baudry       |  | GÉ        | 2020     | 7 433      |
| Thouars               | Bernard Paineau       |  | PS        | 2020     | 13 949     |